# جرس المرح

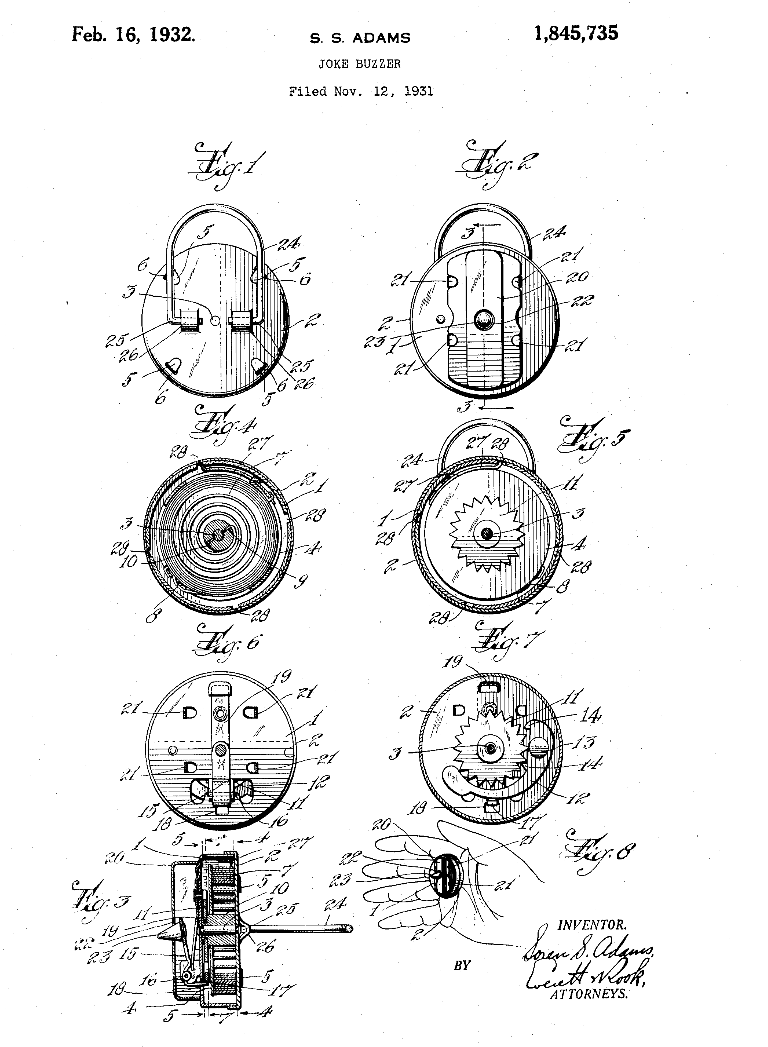
رسم براءات الاختراع، للمخترع Soren Sorensen Adams عام 1932.

جرس المرح (بإلانجليزية: Joy buzzer) هو جهاز مزاح عملي يتكون من نابض ملفوف داخل قرص يتم ارتداؤه في راحة اليد. عندما يصافح مرتديها شخصًا آخر، يقوم أحد الأزرار الموجودة على القرص بإطلاق النابض، والذي يتم فكه بسرعة مما يخلق اهتزازًا يشبه إلى حد ما صدمة كهربائية لشخص لا يتوقعه.

## التاريخ
تم اختراع جرس المرح عام 1928 من قبل سورين آدمز [الإنجليزية] وتولت تصنيعه شركة S.S. Adams Co [الإنجليزية] وقد تم اطلاقه بعد منتج آخر سبقه يُدعى The Zapper ولكن لم يحقق مبيعات عالية لأحتواءه على رأس مُدبب حاد والذي بدوره قد يُسبب أذى للذي يتم مصافحته.[بحاجة لمصدر]
في البداية احضر آدمز نموذجًا أوليًا كبيرًا إلى حد ما من الجرس المصمم حديثًا إلى دريسدن، ألمانيا، حيث ابتكر ميكانيكي الأدوات الأجزاء التي من شأنها أن تصنع جرس المرح الجديد الذي يناسب حجم راحة اليد، عام 1932، وقد سجل المنتج U.S. Patent 1٬845٬735 في مكتب براءات الاختراع الأمريكية. وحاز المنتج الجديد انذاك على نجاح فوري ولاقى أقبالاً. مما ترتب على آدمز الانتقال إلى مبنى جديد لتوسيع شركته أكثر. استمر آدمز في إرسال رسوم عوائد الملكية الفكرية إلأداة وصانع القوالب حتى عام 193، عندما تم إرجاع المدفوعات.[بحاجة لمصدر]
وفي عام 1987، أعاد نجل سام آدمز، «جوزيف بود آدمز»، تصميم الآلية من أجل متانة أكبر وضجيج أعلى، وقام بتسويقها تحت أسم Super Joy Buzzer.[بحاجة لمصدر]

## الخداع الإعلاني التجاري
هناك اعتقاد خاطئ شائع - يرجع أساسًا إلى الإعلانات الكاذبة من قبل صانعي وبائعي هذه الاداة - وهو أن جرس المرح يُولد صدمة كهربائية، ومما أيد ذَلك ظهور العديد من شخصيات الرسوم المتحركة الشريرة، على سبيل المثال، عدو باتمان الجوكر حيث يستخدم «القوة المميتة» اجراس المرح كأسلحة. وكذلك في فيلم ميكي رافيال [الإنجليزية] حينما قام ميكي بسحب الازرار من بنطال مورتيمر ماوس. وكذَلك في مسلسل سبونج بوب الحلقة الاخيرة للموسم الثالث حينما قام بسيط بمصافحة فرانك وتعرض لصعقة على أثر ذَلك. وايضًا في مسلسل ذا سيمبسونزالموسم 6 الحلقة 15 في الدقيقة 8:12 حينما قام المهرج كرستي [الإنجليزية] بمصافحة هومر سيمبسون وصعقه عدة مرات.
مع ذَلك، لاتزال ادوات الصعق الكهربائية التي يتم استخدامها في المزح متوفرة على سبيل المثال، قلم الصدمة (shocking pen) حيث يولد صدمة كهربائية خفيفة عندما يضغط الشخص الضحية على الزر الموجود في الأعلى، وكذَلك علكة الصاعق حيث تُسبب ايضًا صدمة كهربائية خفيفة عندما تقوم الضحية بسحب العلكة من العبوة.